# Klëny
Klëny (in russo Клёны?) è un insediamento di tipo urbano dell'oblast' di Saratov, in Russia, situato nel distretto Vol'skij. Fa parte della formazione municipale della città di Vol'sk.
Il villaggio si trova 10 km a est di Vol'sk.